# Ryoko Shinohara
Ryoko Shinohara (篠原 涼子) (Kiryu, 13 de agosto de 1973) é uma atriz e cantora japonesa.

## Carreira
Ela atuou no filme de 2004 Shimotsuma Monogatari, dirigido por Tetsuya Nakashima. Também participou das séries japonesas de televisão Haken no Hinkaku e Unfair.

## Vida pessoal
Casou-se com o ator Masachika Ichimura em 2005. Em 2008, ela deu à luz a seu primeiro filho e em 2012 teve seu segundo filho, ambos meninos. Após 15 anos de casamento, o casal se divorciou em 2021.

## Prêmios
| Ano  | Prêmio               | Categoria    | Trabalho                                                            | Resultado |
| ---- | -------------------- | ------------ | ------------------------------------------------------------------- | --------- |
| 2018 | 43° Hochi Film Award | Melhor Atriz | The House Where the Mermaid Sleeps, Sunny: Our Hearts Beat Together | Venceu    |